# 31502 Hellerstein
31502 Hellerstein este un asteroid din centura principală de asteroizi.

## Descriere
31502 Hellerstein este un asteroid din centura principală de asteroizi. A fost descoperit pe 12 februarie 1999 la Socorro, New Mexico, în cadrul proiectului LINEAR. Asteroidul prezintă o orbită caracterizată de o semiaxă mare de 2,45 ua, o excentricitate de 0,16 și o înclinație de 2,4° în raport cu ecliptica.